# Streymoy (région)

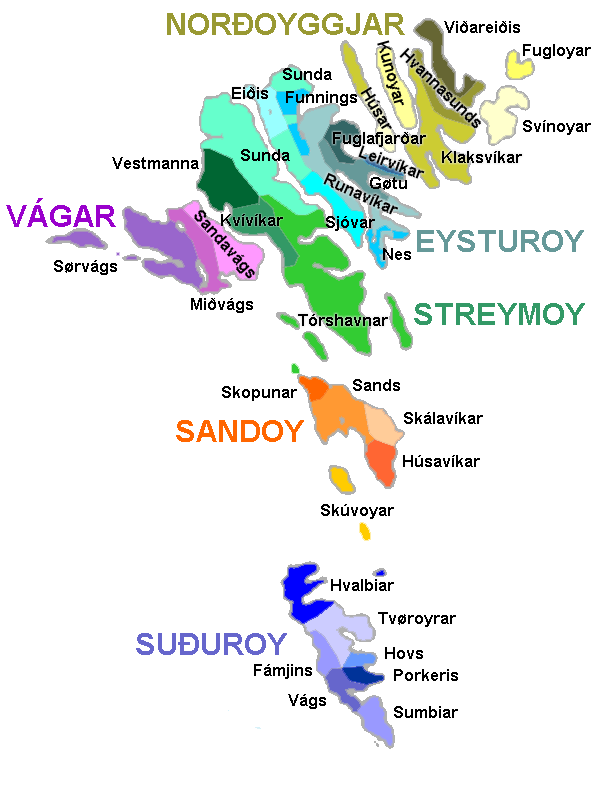
Carte des îles Féroé indiquant leur découpage en communes et région avant 2005.

La région de Streymoy est l'une des six régions administratives des îles Féroé s'étendant sur une grande partie de l'île de Streymoy, ainsi que sur la totalité de celles de Koltur, Hestur et Nólsoy.
Son territoire comprend donc trois communes : Tórshavn, Kvívík et Vestmanna.